# 제러마이아 P. 오스트라이커
제러마이아 P. 오스트라이커(영어: Jeremiah P. Ostriker, 1937년 4월 13일 ~ 2025년 4월 6일)는 미국의 천체물리학자이다. 하버드 대학교에서 석사 학위를, 시카고 대학교에서 박사 학위를 취득했다. 제임스 피블스와 함께, 막대나선은하의 안정성이 은하의 질량과 관련이 있다는 오스트라이커-피블스 기준(Ostriker–Peebles criterion)을 제시했다.